# Проба (судочинство)
Проба — етап кримінального судочинства в давньоруському і литовсько-руському праві, спосіб доведення або відведення провини, що передбачав застосування фізичного впливу на особу, підозрювану в скоєнні злочину. П. застосовувалася в слідчому процесі Давньої Русі як форма «Божого суду». За змістом П. була наближена до західноєвропейських ордалій. Процедура полягала у випробуванні підозрюваного вогнем, водою, розпеченим залізом. Підсудний, який витримував катування, оголошувався невинним. До П. зверталися зрідка, лише в тих випадках, коли не вистачало основних прямих доказів. Вибір виду П. залежав від тяжкості скоєного злочину. Звинувачений підпадав під П. водою у справах, в яких розмір нанесеної шкоди вимірювався від 2 до 6 гривен срібла (див. Гривна давньоруська), під П. розпеченим залізом — від 2 гривен золота та більше. У 15—18 ст. як засіб з’ясування істини і вид доказу відомий допит із застосуванням тортур. Статути ВКЛ 1529 і 1566 (див. Статути Великого князівства Литовського) регламентували умови й порядок катувань. Тортури не могли бути застосован і до представників привілейованих станів. Піддавати катуванням раніше несудиму людину закон забороняв. Тричі на день катувати можна було тільки злодія, спійманого на гарячому.